# Wish You Well (Sigala e Becky Hill)
Wish You Well è un singolo del DJ britannico Sigala e della cantante britannica Becky Hill, pubblicato il 24 maggio 2019 come ottavo estratto dalla prima raccolta di Becky Hill Get to Know.

## Promozione
Con un post su Instagram, il 20 maggio 2019 Sigala annunció l'uscita di un nuovo singolo in collaborazione con la cantante, condividendo 15 secondi della canzone. 

## Successo commerciale
Il singolo ha raggiunto l'ottava posizione nella UK Charts nonché il primato nella UK Dance Charts. Si tratta della settima volta nella Top 10 per Sigala, mentre la seconda per la cantante Becky Hill (terza se si considera la collaborazione non accreditata per Afterglow di Wilkinson).
Tra le altre classifiche, il singolo ha raggiunto il secondo posto nella regione della Vallonia (Belgio), il quarto in Polonia, il quinto in Scozia, il settimo in Lettonia e l’ottavo in Irlanda.

## Video musicale
Il videoclip, girato a Petra e nel Wadi Rum, è stato pubblicato il 26 giugno 2019 tramite Vevo sul canale YouTube del DJ.